# Ramón A. Salazar
Ramón Arístides Salazar Barrutia (Ciudad de Guatemala, 31 de agosto de 1852 - ibídem 5 de junio de 1914) fue un político, diplomático, escritor y médico guatemalteco. De corte liberal, tuvo una participación activa en la Reforma Liberal de 1871 y en los gobiernos de los generales Justo Rufino Barrios y José María Reina Barrios.

## Reseña biográfica

### Primeros años
Nacido en una familia pobre, Salazar tenía una gran capacidad intelectual, que le permitió realizar sus estudios de nivel medio en el colegio de San Buenaventura del profesor Santos Toruño y luego en la Nacional y Pontificia Universidad de San Carlos Borromeo.

### Carrera política
Fue ministro de estado de los presidentes Justo Rufino Barrios y José María Reina Barrios y estuvo a cargo de la revista literaria La Ilustración Guatemalteca. Además, fue cónsul de Guatemala en Hamburgo y Berlín profesor de Química inorgánica en la Facultad de Medicina y miembro de varias sociedades científicas y literarias en América y Europa.
La opinión de su labor como ministro no era muy elevada, como lo muestra el artículo de Marcilino Pineda publicado en El Patriota el 20 de marzo de 1892 sobre el recién instalado gabinete del general Reina Barrios: «En resumen, en el primer gabinete del general Reina Barrios el elemento malo está compuesto por el doctor Ramón A. Salazar, Ministro de Relaciones Exteriores y el ingeniero Jorge Vélez, ministro de Fomento; el elemento mediano por Salvador Herrera, ministro de Hacienda; el elemento bueno por el licenciado Manuel Cabral, ministro de Instrucción Púbica; y el elemento desconocido por Manuel Estrada Cabrera».

## Obra
Era una persona dedicada a su vida familiar pero, cuando tenía que escribir, se encerraba por días enteros en su biblioteca personal en donde tenía volúmenes en castellano, inglés, francés y alemán, lenguas que dominaba. Liberal del grupo radical de Justo Rufino Barrios,, su trabajo estaba enmarcado en el positivismo y sus escritos históricos se caracterizan por su tono claramente anticlerical y en contra de todo lo que se realizó durante los gobiernos conservadores de Mariano de Aycinena y Piñol,, de Rafael Carrera y de Vicente Cerna y Cerna.
Además de ser miembro de consejo editorial de La Ilustración del Pacífico, publicó en todos los periódicos guatemaltecos de su época e incluso fue director del entonces particular Diario de Centro América y de la Biblioteca Nacional de Guatemala.

## Muerte
En 1914 falleció la esposa de Salazar, Joaquina Arévalo, lo que le afectó severamente; a tal grado que el 5 de junio de 1914 se sintió mal y cuando los médicos llegaron a atenderlo a su casa a solicitud de sus hijas, ya había fallecido por una insuficiencia cardíaca alrededor del mediodía.

### Obras de Salazar
- Salazar, Ramón A. (1892). Colección de tratados de Guatemala. Guatemala: Tipografía Nacional.
- — (1896). Alma enferma. Guatemala: Tipografía Nacional.
- — (1896). El tiempo viejo: recuerdos de mi juventud. Guatemala: Tipografía Nacional.
- — (1897). Historia del desenvolvimiento intelectual de Guatemala. 1, La Colonia. Tipografía Nacional.
- — (1898). Conflictos. Tipografía Nacional.
- — (1899). Los hombres de la Independencia. I: Manuel José Arce y Mariano de Aycinena. Guatemala: Tipografía Nacional. p. 146.

- Datos: Q23190604